# Avenue Charles d'Orjo de Marchovelette
L'avenue Charles d'Orjo de Marchovelette a pratiquement cessé d'exister.
Ce fut une rue bruxelloise de la commune d'Auderghem qui relia la rue des Trois-Ponts à la rue de la Bifurcation et donc Watermael-Boitsfort. Elle faisait environ 500 mètres de long.
Elle est à présent un simple accès desservant des hangars, donnant sur la rue de la Bifurcation.

## Historique
La rue est mentionnée dans l'Atlas des Communications Vicinales (1843) en tant que n° 22, dénommée Terconiëndreef. Elle menait du chemin des Meuniers au Houtweg, en plein champ des Manœuvres.
La ligne de chemin de fer Etterbeek-Tervueren (ligne 160), construite vers 1880, enjambait la drève par un pont.
Au début du XXe siècle, la drève vit apparaître la ligne de chemin de fer Halle-Vilvoorde (ligne 26) qui modifie son tracé. Depuis lors, le chemin  longe les voies dans sa partie nord et aboutit au pont à la station de métro Delta. On présume que sa qualité passa alors de drève à celle d'avenue.
Le nom est modifié le 12 février 1927 pour rendre hommage au soldat Charles Gerard Marie Joseph d'Orjo de Wez de Marchovelette, né le 10 octobre 1898 à Auderghem, mort le 19 novembre 1914 à Dunkerque  en France lors de la première guerre mondiale. Ayant menti sur son âge, Charles s'était engagé à 16 ans comme volontaire dans l'armée belge. Il a été tué alors qu'il avait sauté au-dessus des barbelés de la tranchée dans laquelle il se trouvait pour récupérer dans le no man's land un livre qu'un camarade venait d'y jeter[réf. souhaitée].
La construction du dépôt des métros de Delta se fit en expropriant tous les terrains situés au nord du pont de la ligne 160, faisant disparaître cette portion de l'avenue, ainsi que la rue Joseph Lombaert. La ligne 160 a également disparu au profit d'une portion en impasse prévue pour prolonger l'autoroute E411. 
L'avenue comptait jadis une dizaine de maisons dont une seule subsistait dans les années 2000. En 2016, la dernière maison a été rasée ; un immeuble d'appartements l'a remplacé. 

## Situation et accès
| ___ | Ce site est desservi par les stations de métro : Delta et Beaulieu. |